# Júlio César Leal
Júlio César Leal (nacido el 13 de abril de 1951) es un exfutbolista brasileño y entrenador.
Dirigió en equipos de Brasil como el Vasco da Gama, Fluminense, Coritiba y Flamengo. Además entrenó a dos selecciones, la de Emiratos Árabes Unidos (1985-1987) y la de Tanzania (2006).

## Clubes

### Como entrenador
| Club                                              | País                   | Año       |
| ------------------------------------------------- | ---------------------- | --------- |
| Vasco da Gama                                     | Brasil                 | 1983      |
| Selección de fútbol de los Emiratos Árabes Unidos | Emiratos Árabes Unidos | 1985-1987 |
| Bahia                                             | Brasil                 | 1995      |
| Bragantino                                        | Brasil                 | 1995      |
| América                                           | Brasil                 | 1996      |
| Guarani                                           | Brasil                 | 1997      |
| Fluminense                                        | Brasil                 | 1998      |
| América                                           | Brasil                 | 1998      |
| América                                           | Brasil                 | 1998      |
| Sport Recife                                      | Brasil                 | 1999      |
| Coritiba                                          | Brasil                 | 1999-2002 |
| Remo                                              | Brasil                 | 2003-2004 |
| Kazma SC                                          | Kuwait                 | 2004      |
| Flamengo                                          | Brasil                 | 2004-2005 |
| Selección de fútbol de Tanzania                   | Tanzania               | 2006      |
| Yokohama FC                                       | Japón                  | 2007      |
| AmaZulu                                           | Sudáfrica              | 2007-2008 |
| Moroka Swallows                                   | Sudáfrica              | 2008-2010 |
| Orlando Pirates                                   | Sudáfrica              | 2011-2012 |
| Polokwane City FC                                 | Sudáfrica              | 2015-2016 |